# Timmia parva
Timmia parva är en rundmaskart som först beskrevs av Timm 1952.  Timmia parva ingår i släktet Timmia och familjen Chromadoridae. Inga underarter finns listade i Catalogue of Life.